# Augusta (Włochy)
Augusta – miasto i gmina we Włoszech, w regionie Sycylia, w prowincji Syrakuzy.
Według danych na rok 2004 gminę zamieszkiwało 33 466 osób, 307 os./km².

## Zdjęcia miasta

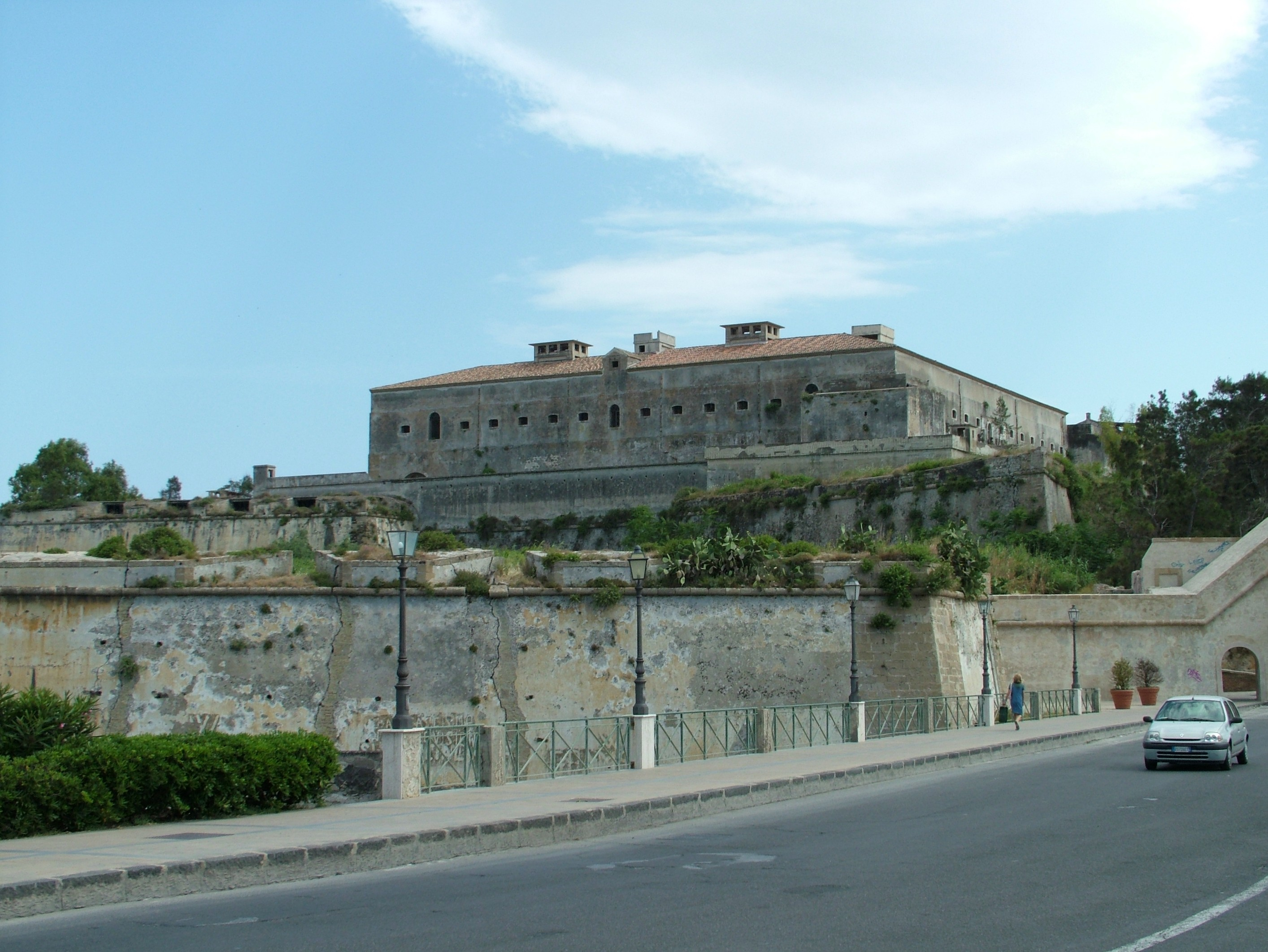
Zamek
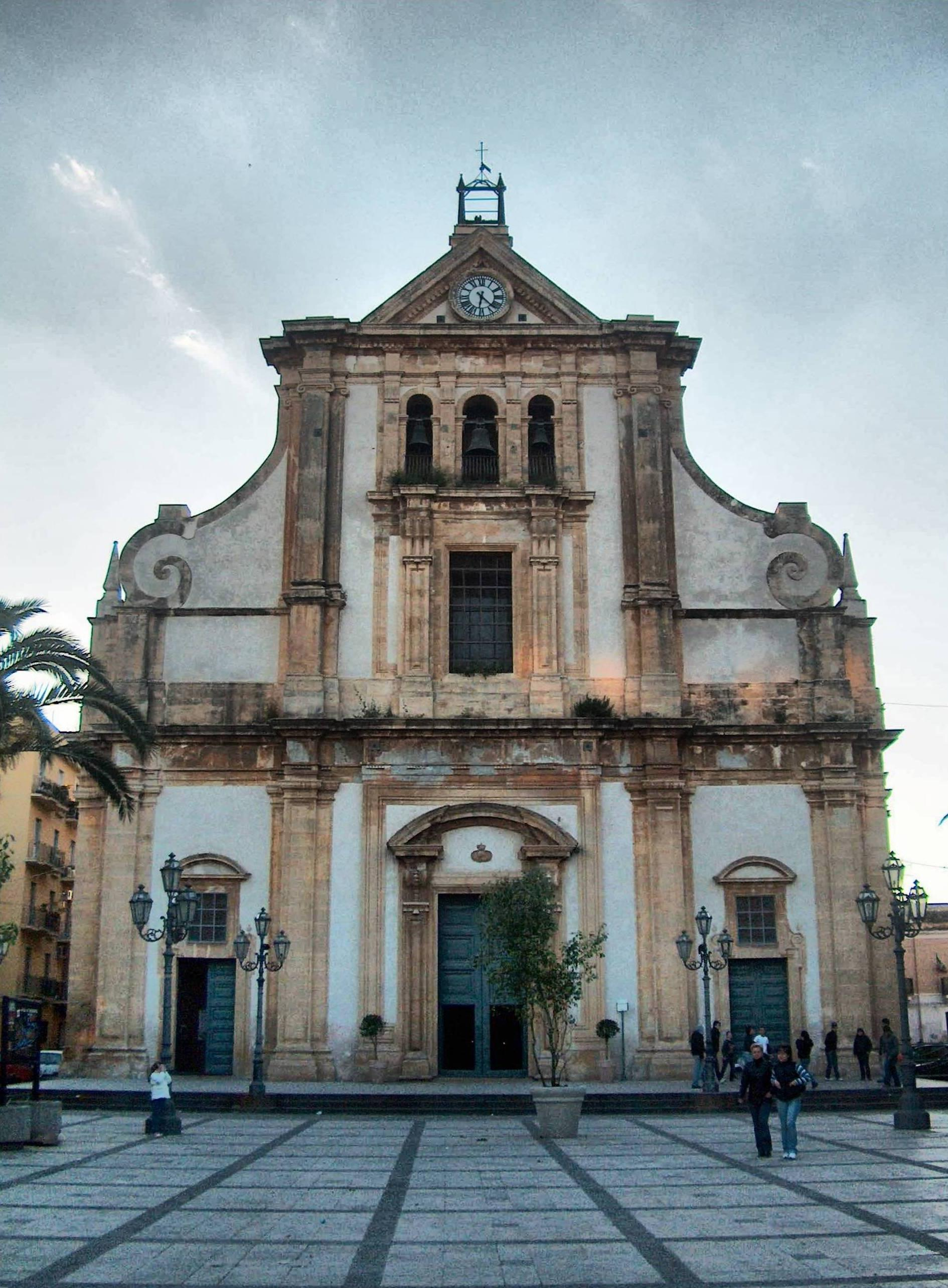
Kościół Santa Maria Assunta